# Mysiadło
Mysiadło is een dorp in de Poolse woiwodschap Mazovië. De plaats maakt deel uit van de gemeente Lesznowola en telt 1500 inwoners.